# Huitzilopochtli

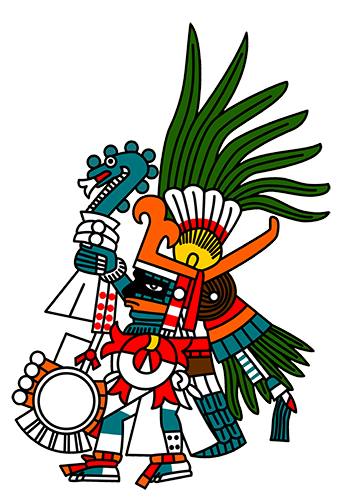
Raffigurazione del XVI secolo di Huitzilopochtli

Huītzilōpōchtli, scritto anche Uitsilopochtli ("colibrì del sud" o "colui che viene dal sud"), secondo gli Aztechi era l'Essere supremo celeste, il dio della guerra e del sole, protettore della città di Tenochtitlán, sulle cui rovine sorge oggi Città del Messico.

## Mito
La madre di Huitzilopochtli era Coatlicue la quale secondo una versione del mito, rimase incinta poggiando in grembo una sfera piumata caduta dal cielo (secondo altre leggende, il padre era invece Mixcoatl). Secondo un'altra versione del mito, avrebbe avuto una sorella, Malinalxochi. Il suo messaggero era Painal.
La figlia di Coatlicue, Coyolxauhqui, la uccise perché rimasta incinta in modo 'disdicevole' (a causa di una sfera piumata). Il feto, Huitzilopochtli, uscì dal suo ventre ed uccise Coyolxauhqui, oltre a molti altri fratelli e sorelle. Poi lanciò la testa di Coyolxauhqui nel cielo e questa si trasformò nella Luna, in modo che la madre potesse avere il conforto di vederla nel cielo ogni sera.

## Culto
Nelle rappresentazioni artistiche viene raffigurato come un colibrì, oppure con le piume dello stesso uccello che adornano la testa e la gamba sinistra, la faccia dipinta di nero ed un serpente ed uno specchio in ambedue le mani.
Gli aztechi usavano fare un impasto simile al pane e lo modellavano a immagine del dio Huitzilopochtili e lo davano da mangiare ai sacrificanti allo scopo di assimilarne i poteri. Considerato alla stregua di un mostro sanguinario era tuttavia oggetto di una venerazione particolare da parte degli Aztechi che lo consideravano la divinità patrona del loro impero, la sua immagine veniva rivestita di monili preziosi ed a lui venivano dedicati i templi e gli edifici più maestosi.

## Influenze moderne
Questa divinità è menzionata da Giosuè Carducci nell'ode Miramardove è presente il concetto della nemesi storica.
Viene citato anche da Lovecraft nel racconto "La scomparsa di Juan Romero", quando in preda ad una crisi mistica lo stesso Romero inizia ad urlare in una lingua oscura.
L'unica parola che il protagonista riesce a riconoscere è proprio Huitzilopochtili.
Questa divinità si ritrova con il nome Colibrì pure nel romanzo La Guerra degli dei; la profezia del serpente piumato dello scozzese Graham Hancock.
Lo si trova citato anche nella serie televisiva Narcos: Messico affiancato alla figura della mente criminale e signore della droga Miguel Angel Félix Gallardo.